# Exército da Roma Antiga
Os exércitos da Roma Antiga, segundo Tito Lívio, um dos mais ilustres historiadores de Roma ao longo dos séculos, foram um elemento chave na ascensão de Roma ao longo de "mais de setecentos anos"  de um pequeno assentamento no Lácio até a capital de um império que governara uma vasta região ao redor das margens do Mediterrâneo, ou, como os próprios romanos diziam, mare nostrum, "nosso mar". Lívio afirma:
«[…] se algum povo deve ser autorizado a consagrar suas origens e encaminhá-las a uma fonte divina, tão grande é a glória militar do povo romano que, quando eles professam que seu Pai e o Pai de seu Fundador não era outro senão Marte, as nações da terra podem muito bem submeter-se a isso também com a mesma graça que se submetem ao domínio de Roma.»
Tito Flávio Josefo, um historiador contemporâneo, por vezes oficial de alto escalão do exército romano e comandante dos rebeldes na revolta judaica, descreve o povo romano como se eles "nascessem prontamente armados". Na época dos dois historiadores, a sociedade romana já havia desenvolvido um efetivo militar e o utilizava para se defender contra os etruscos, os itálicos, os gregos, os gauleses, o império marítimo de Cartago e os reinos macedônios. Em cada guerra, adquiriu mais território até que, quando a guerra civil encerrou a República Romana, nada restava ao primeiro imperador, Augusto, a não ser declará-la um império e defendê-la.
O papel e a estrutura dos militares foram então alterados durante o império. Tornou-se menos romano, os deveres de proteção de fronteiras e administração territorial foram sendo cada vez mais assumidos por mercenários estrangeiros comandados por romanos. Quando eles finalmente se dividiram em facções guerreiras, o império caiu, ficando assim incapaz de impedir a entrada de exércitos invasores.
Durante a República Romana, a função dos militares foi definida como serviço ao "Senatus Populusque Romanus" — órgão designado pela SPQR em inscrições públicas. Seu corpo principal era o Senado, que se reunia em um prédio ainda existente no fórum de Roma. Seus decretos foram entregues aos dois principais oficiais do estado, os cônsules. Eles poderiam cobrar dos cidadãos qualquer força militar que julgassem necessária para executar tal decreto. Este alistamento foi executado através de um recrutamento de cidadãos do sexo masculino reunidos por classe de idade. Os oficiais da legião foram encarregados de selecionar homens para as fileiras. A vontade do SPQR era obrigatória para os cônsules e os homens, com a pena de morte muitas vezes atribuída por desobediência ou falha.
Os deveres consulares eram de qualquer tipo: defesa militar, trabalho policial, higiene pública, assistência em caso de calamidade civil, trabalho sanitário, agricultura e, especialmente, a construção de vias públicas, pontes, aquedutos, edifícios e a manutenção dos mesmos. Os soldados mantinham-se ocupados fazendo qualquer serviço que fosse necessário: soldar, guarnecer embarcações, carpintaria, serralheria, escriturário, etc. Eles eram treinados conforme necessário, mas também habilidades anteriores, como em comércio, eram exploradas.
A história da campanha militar se estendeu por mais de 1300 anos e viu os exércitos romanos em campanha no extremo leste da Pártia (atual Irã), até o sul da África (atual Tunísia) e Aegyptus (atual Egito) e tão ao norte quanto a Britânia. (atual Inglaterra, sul da Escócia e País de Gales). A composição das forças armadas romanas mudou substancialmente ao longo de sua história, desde seus primeiros dias como milícia cidadã não assalariada até uma força profissional posterior, o exército imperial romano. O equipamento usado pelos militares mudou muito de tipo ao longo do tempo, embora houvesse muito poucas melhorias tecnológicas na fabricação de armas, em comum com o resto do mundo clássico. Durante grande parte de sua história, a grande maioria das forças de Roma foi mantida dentro ou além dos limites de seu território, para expandir o domínio de Roma ou proteger suas fronteiras existentes. As expansões eram raras, pois os imperadores, adotando uma estratégia de linhas fixas de defesa, haviam determinado manter as fronteiras existentes. Para isso, construíram extensos muros e criaram estações permanentes que se tornaram cidades.

## Pessoal

### Base populacional no início do império

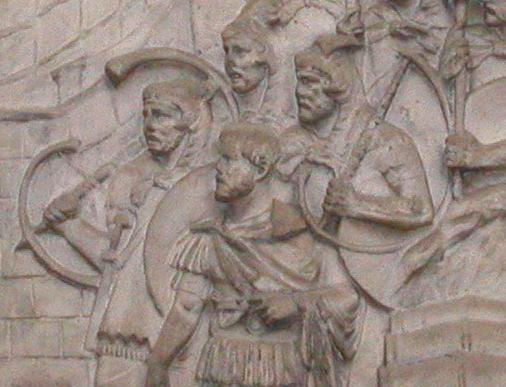
Soldados romanos no elenco da Coluna de Trajano no Museu Vitória e Alberto, Londres

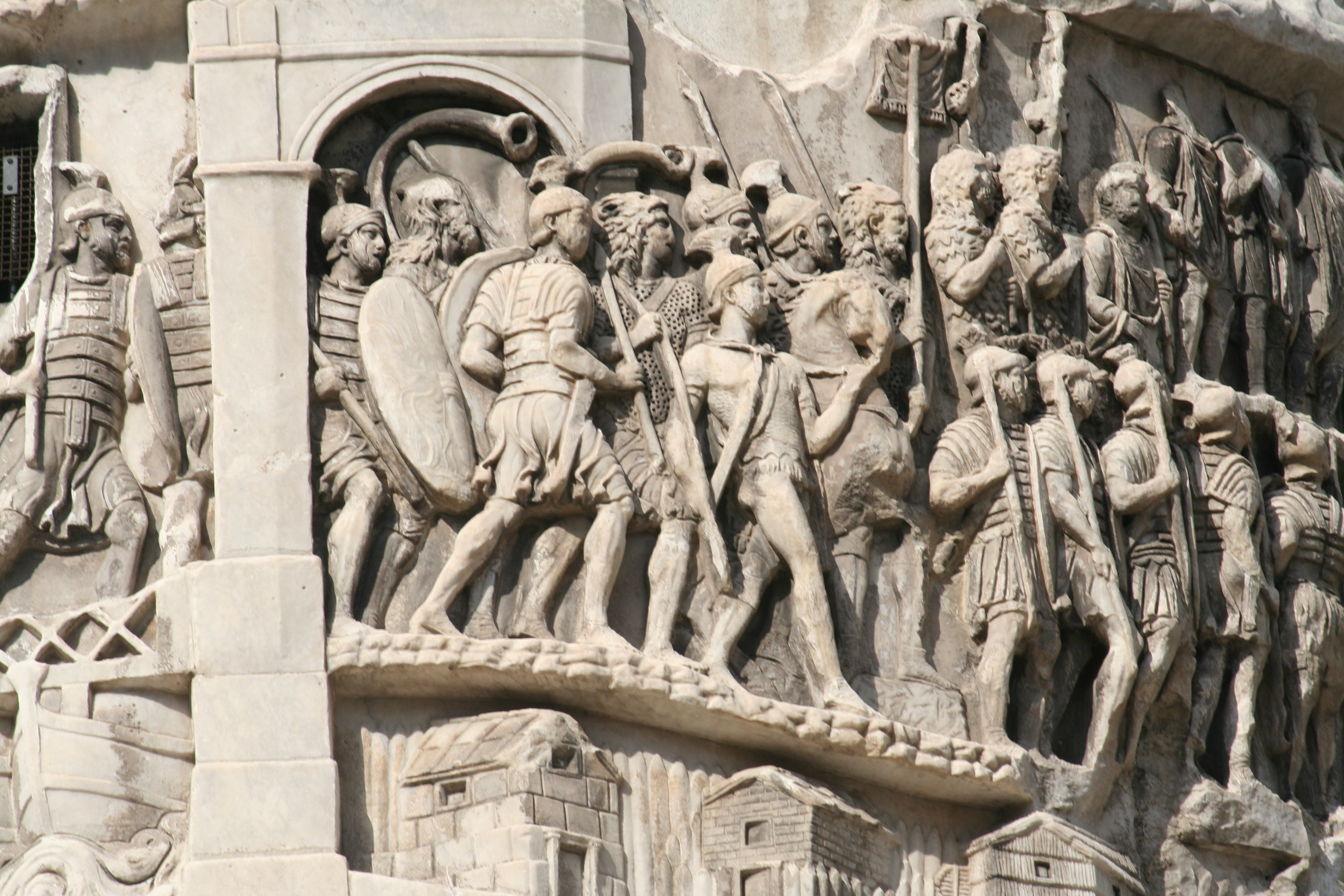
Relevo com legionários marchando na Coluna de Marco Aurélio, em Roma, final do

Em seu auge territorial, o Império Romano tinha entre 45 milhões e 120 milhões de pessoas. O historiador Edward Gibbon estimou que o tamanho do exército romano "provavelmente formou uma força permanente de 375 000 homens" no auge territorial do império na época do imperador romano Adriano. Esta estimativa provavelmente incluiu apenas tropas legionárias e auxiliares do exército romano. No entanto, Gibbon afirma que "não é fácil definir o tamanho das forças armadas romanas com qualquer precisão tolerável". No final do período imperial, quando um grande número de federados foi empregado pelos romanos, Antonio Santosuosso estimou o número combinado de homens em armas dos dois impérios romanos em cerca de 700 000 no total (nem todos eram membros de um exército permanente), baseando-se em dados da Notitia Dignitatum. No entanto, ele observa que esses números provavelmente estavam sujeitos à inflação devido à prática de deixar soldados mortos "nos livros" para continuar sacando seus salários e ração.

### Recrutamento
Inicialmente, as forças armadas de Roma consistiam em uma taxa anual de cidadãos que realizava o serviço militar como parte de seu dever para com o estado. Durante este período, o exército romano realizou campanhas sazonais contra adversários em grande parte locais. À medida que a extensão dos territórios sob a suserania romana se expandia e o tamanho das forças da cidade aumentava, os soldados da Roma antiga tornaram-se cada vez mais profissionais e assalariados. Como consequência, o serviço militar nos níveis mais baixos (não funcionários) tornou-se progressivamente de longo prazo. As unidades militares romanas do período eram amplamente homogêneas e altamente regulamentadas. O exército consistia em unidades de infantaria cidadã conhecidas como legiões (em latim: legio), bem como tropas aliadas não legionárias conhecidas como "auxiliares". Estas últimas eram mais comumente chamadas para fornecer apoio de infantaria leve ou cavalaria.
O serviço militar no império posterior continuou a ser pago anualmente e profissionalmente para as tropas regulares de Roma. No entanto, a tendência de empregar tropas aliadas ou mercenárias foi expandida de tal forma que essas tropas passaram a representar uma proporção substancial das forças de Roma. Ao mesmo tempo, a uniformidade de estrutura encontrada nas forças militares anteriores de Roma desapareceu. A tropa da época variou de arqueiros montados levemente armados a infantaria pesada, em regimentos de tamanho e qualidade variados. Isso foi acompanhado por uma tendência no final do império de uma crescente predominância de cavalaria em vez de tropas de infantaria, bem como uma ênfase em operações mais móveis.

### Subcultura militar
O historiador britânico Peter Heather, descreve a cultura militar romana como sendo "exatamente como os fuzileiros navais, mas muito mais desagradáveis". O exército não oferecia muita mobilidade social e também levava algum tempo para completar o serviço. O pagamento não era o melhor para a época, mas poderia ser remediado por avanço de patente, saque de guerras e pagamento adicional por parte dos imperadores. Além disso, o exército forneceu um suprimento garantido de alimentos (muitas vezes os soldados tiveram que pagar por alimentos e suprimentos) e médicos. Nas legiões da república, a disciplina era feroz e o treinamento duro, tudo destinado a instilar uma coesão de grupo ou "espírito de corpo" que pudesse unir os homens em unidades de combate eficazes. Ao contrário de oponentes como os gauleses, que eram guerreiros individuais ferozes, o treinamento militar romano concentrou-se em incutir o trabalho em equipe e manter a cabeça nivelada sobre a bravura individual — as tropas deveriam manter formações exatas na batalha e "desprezar golpes violentos." a favor de se abrigar atrás do escudo e desferir golpes eficientes quando um oponente se tornasse vulnerável.
A lealdade era ao Estado romano, mas o orgulho era baseado na unidade do soldado, à qual era anexado um estandarte militar — no caso das legiões, uma águia legionária. As unidades bem-sucedidas receberam elogios que se tornaram parte de seu nome oficial, como a 20ª Legião, que se tornou a XX Valeria Victrix ("20.ª Valeria e Vitoriosa").
Da cultura marcial de unidades menos valorizadas, como marinheiros e infantaria leve, menos se sabe, mas é duvidoso que seu treinamento fosse tão intenso ou seu espírito de corpo tão forte quanto nas legiões.
A alfabetização era altamente valorizada nas forças armadas romanas, e as taxas de alfabetização nas forças armadas excediam em muito as da sociedade romana como um todo.

## Financiamento e despesas

### Financiamento privado

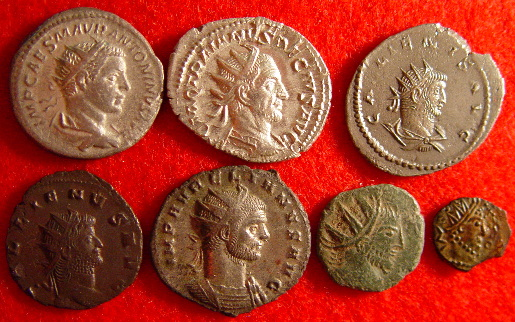
As moedas romanas tornaram-se gradualmente mais degradadas devido às exigências impostas ao tesouro do estado romano pelos militares.

Embora no início de sua história, esperava-se que as tropas fornecessem grande parte de seu equipamento, eventualmente, as forças armadas romanas tornaram-se quase inteiramente financiadas pelo estado. Como os soldados dos primeiros exércitos republicanos também eram cidadãos não remunerados, o encargo financeiro do exército para o estado era mínimo. No entanto, como o Estado romano não prestou serviços como habitação, saúde, educação, previdência social e transporte público que são parte integrante dos Estados modernos, os militares sempre representaram de longe a maior despesa do Estado.

### Economia de pilhagem
Durante o período de expansão da república e início do império, os exércitos romanos atuaram como fonte de receita para o estado romano, saqueando territórios conquistados, exibindo a enorme riqueza em triunfos em seu retorno e alimentando a economia na medida em que historiadores como Toynbee e Burke acreditam que a economia romana era essencialmente uma economia de pilhagem. Nathan Rosenstein questionou essa suposição, indicando que Roma executou a maioria de suas campanhas no século II a.C. com prejuízo e contou com raras conquistas, como a campanha de Aemilius Paullus no leste em 168 a.C. para compensar o custo da guerra. Independentemente disso, depois que o império parou de se expandir no século II d.C., essa fonte de receita secou; no final do século III d.C., Roma "deixou de vencer". Como a receita tributária foi atormentada pela corrupção e hiperinflação durante a Crise do Terceiro Século, os gastos militares começaram a se tornar um "fardo esmagador" sobre as finanças do estado romano. Agora destacava as fraquezas que a expansão anterior havia disfarçado. Em 440 EC, uma lei imperial afirma francamente que o estado romano tem receita fiscal insuficiente para financiar um exército do tamanho exigido pelas demandas impostas a ele.
Vários fatores adicionais incharam os gastos militares do Império Romano. Primeiro, recompensas substanciais foram pagas aos chefes "bárbaros" por sua boa conduta na forma de subsídios negociados e o fornecimento de tropas aliadas. Em segundo lugar, os militares aumentaram seus números, possivelmente em um terço em um único século. Terceiro, os militares dependiam cada vez mais de uma proporção maior de unidades de cavalaria no final do império, que eram muitas vezes mais caras de manter do que as unidades de infantaria.

### Tributação
À medida que o tamanho e os custos militares aumentaram, novos impostos foram introduzidos ou as leis tributárias existentes foram reformadas no final do império para financiá-lo, embora mais habitantes estivessem disponíveis dentro das fronteiras do final do império, reduzir os custos per capita para um exército permanente aumentado era impraticável . Grande parte da população não podia ser tributada porque era escrava ou tinha cidadania romana, o que os isentava de tributação. Dos restantes, um grande número já estava empobrecido por séculos de guerra e enfraquecido pela desnutrição crônica. Ainda assim, eles tiveram que lidar com uma taxa de imposto crescente e por isso muitas vezes abandonavam suas terras para sobreviver em uma cidade.
Da população tributável do império ocidental, um número maior do que no leste não podia ser tributado porque eram "camponeses de subsistência primitivos"  e não produziu muitos bens além dos produtos agrícolas. A pilhagem ainda era feita a partir da supressão de insurgências dentro do império e de incursões limitadas em terras inimigas. Legalmente, grande parte deveria ter voltado para o bolso imperial, mas esses bens eram simplesmente guardados pelos soldados comuns, que os exigiam de seus comandantes como um direito. Dados os baixos salários e a alta inflação no final do Império, os soldados sentiram que tinham o direito de adquirir pilhagem.

## Capacidades

### Prontidão e disposição

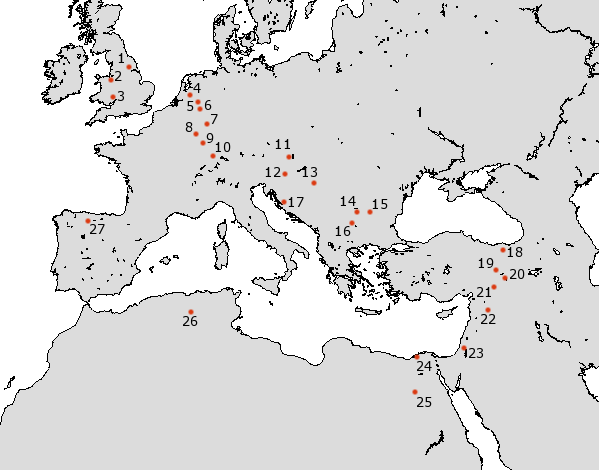
Localização das legiões romanas em

A capacidade militar de Roma — sua preparação ou prontidão — sempre foi baseada principalmente na manutenção de uma força de combate ativa atuando em ou além de suas fronteiras militares, algo que o historiador Luttwak chama de "perímetro linear fino". Isso é melhor ilustrado mostrando as disposições das legiões romanas, a espinha dorsal do exército romano. Por causa desses desdobramentos, os militares romanos mantiveram uma reserva estratégica central após a Guerra Social. Essas reservas só foram restabelecidas durante o final do império, quando o exército foi dividido em uma força de defesa de fronteira e unidades de campo de resposta móvel.

### Projeção de poder
Os militares romanos gostavam da doutrina da projeção de poder — frequentemente removiam governantes estrangeiros pela força ou intimidação e os substituíam por marionetes. Isso foi facilitado pela manutenção, pelo menos em parte de sua história, de uma série de estados clientes e outras entidades subjugadas e amortecedoras além de suas fronteiras oficiais, embora sobre as quais Roma estendesse o controle político e militar maciço. Por outro lado, isso também poderia significar o pagamento de imensos subsídios a potências estrangeiras e abriu a possibilidade de extorsão caso os meios militares fossem insuficientes.

### Sustentabilidade
O sistema de construção de uma extensa e bem conservada malha viária do império, bem como seu domínio absoluto do Mediterrâneo durante grande parte de sua história, possibilitou uma forma primitiva de reação rápida, também enfatizada na doutrina militar moderna, embora por não haver reserva estratégica, isso muitas vezes implicava levantar novas tropas ou retirar tropas de outras partes da fronteira. No entanto, as tropas de fronteira geralmente eram muito capazes de lidar com os inimigos antes que pudessem penetrar no interior romano.
Os militares romanos tinham uma extensa cadeia logística de suprimentos. Não havia ramo militar especializado dedicado à logística e transporte, embora isso fosse em grande parte realizado pela Marinha Romana devido à facilidade e aos baixos custos do transporte de mercadorias por via marítima e fluvial em comparação com o terrestre. Há evidências arqueológicas de que os exércitos romanos em campanha na Germânia foram abastecidos por uma cadeia logística de suprimentos começando na Itália e na Gália, depois transportados por mar para a costa norte da Germânia e finalmente penetrando na Germânia por meio de barcaças em vias navegáveis interiores. As forças eram rotineiramente supridas por meio de cadeias de suprimentos fixas e, embora os exércitos romanos em território inimigo muitas vezes complementassem ou substituíssem isso procurando alimentos ou comprando alimentos localmente, isso geralmente era insuficiente para suas necessidades: Heather afirma que uma única legião exigiria 13,5 toneladas de alimentos por mês, e que seria impossível obter isso localmente.

### Policiamento
Na maioria das vezes, as cidades romanas tinham uma guarda civil usada para manter a paz. Devido ao medo de rebeliões e outras revoltas, eles foram proibidos de serem armados em nível de milícia. O policiamento foi dividido entre a guarda da cidade para assuntos de baixo nível e as legiões romanas e auxiliares para suprimir tumultos e rebeliões de alto nível. Essa guarda civil criou uma reserva estratégica limitada, que se saiu mal na guerra real.

### Engenharia

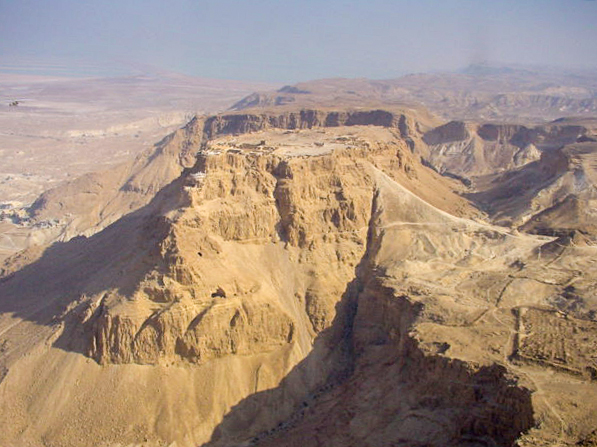
A enorme rampa de terra em Massada, projetada pelo exército romano para romper as muralhas da fortaleza

A engenharia militar das forças armadas da Roma Antiga era de escala e frequência muito além da de qualquer um de seus contemporâneos. De fato, a engenharia militar era, em muitos aspectos, institucionalmente endêmica na cultura militar romana, como demonstrado pelo fato de que cada legionário romano tinha como parte de seu equipamento uma pá, ao lado de seu gládio (espada) e pila (lança). Heather escreve que "Aprender a construir, e construir rapidamente, era um elemento padrão de treinamento".
Esta proeza de engenharia foi, no entanto, apenas evidente durante o auge da proeza militar romana do meio da república ao meio do império. Antes do período da metade da república, há pouca evidência de engenharia militar prolongada ou excepcional, e no final do império, da mesma forma, há poucos sinais do tipo de façanhas de engenharia que foram realizadas regularmente no império anterior.
A engenharia militar romana assumiu formas rotineiras e extraordinárias, a primeira uma parte proativa do procedimento militar padrão e a última de natureza extraordinária ou reacionária. A engenharia militar proativa tomou a forma da construção regular de acampamentos fortificados, na construção de estradas e na construção de máquinas de cerco. O conhecimento e a experiência adquiridos por meio dessa engenharia de rotina se prestavam prontamente a quaisquer projetos extraordinários de engenharia exigidos pelo exército, como as circunvalações construídas em Alésia e a rampa de terra construída em Massada.
Essa perícia de engenharia praticada no dia a dia também serviu na construção de equipamentos de cerco como balistas, onagros e torres de cerco, além de permitir que as tropas construíssem estradas, pontes e acampamentos fortificados. Tudo isso levou a capacidades estratégicas, permitindo que as tropas romanas atacassem, respectivamente, assentamentos sitiados, se deslocassem mais rapidamente para onde fossem necessários, cruzassem rios para reduzir os tempos de marcha e surpreender inimigos e acamparem em relativa segurança mesmo em território inimigo.

## Posição internacional

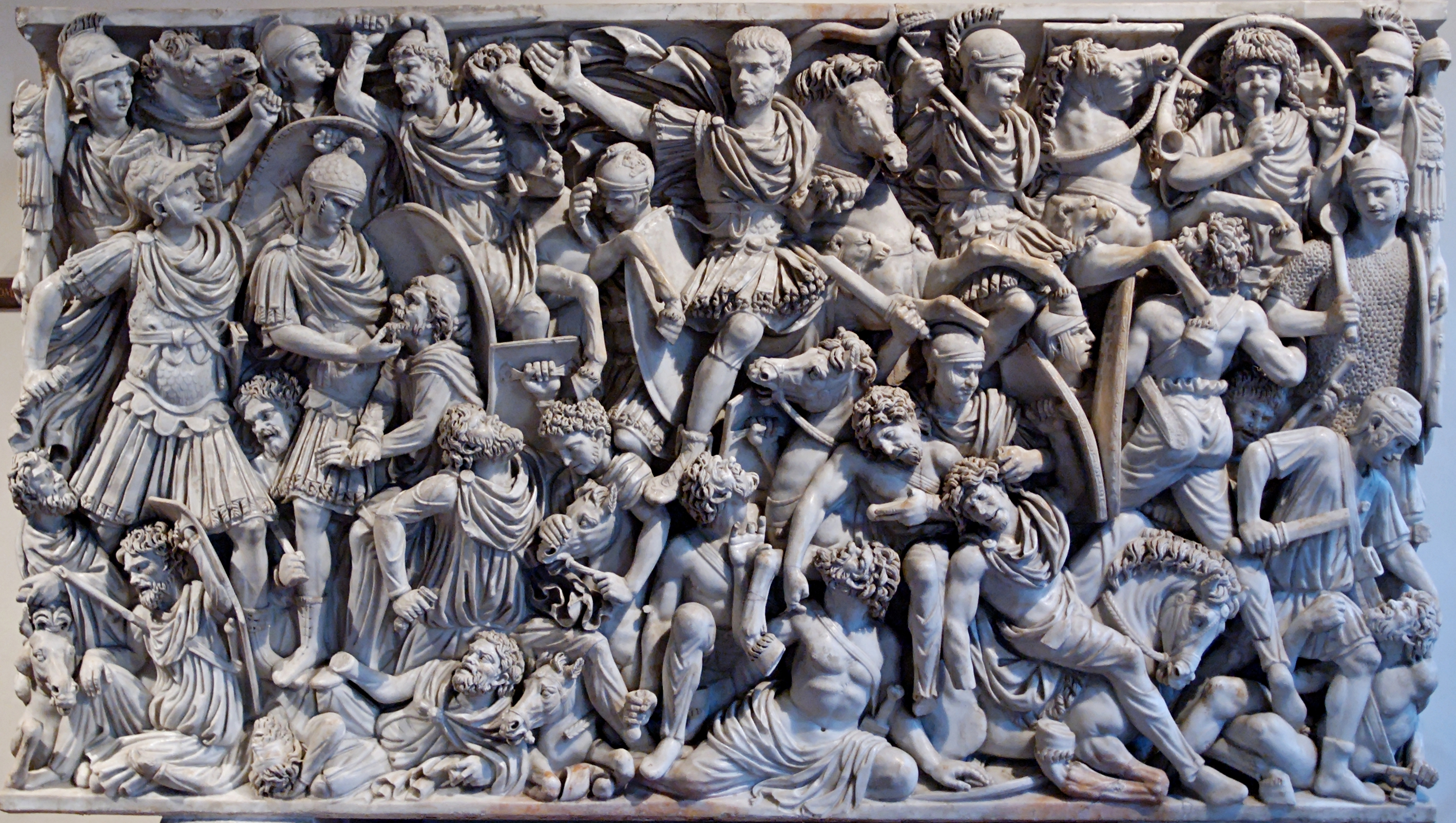
Soldados romanos do século III lutando contra tropas bárbaras no Sarcófago da Batalha de Ludovisi (250-260)

Roma se estabeleceu como nação fazendo uso agressivo de seu alto potencial militar. Desde muito cedo em sua história, levantaria dois exércitos anualmente para fazer campanha no exterior. O exército romano estava longe de ser apenas uma força de defesa. Durante grande parte de sua história, foi uma ferramenta de expansão agressiva. O exército romano derivava de uma milícia de agricultores principais e a conquista de novas terras agrícolas para a população crescente ou a aposentadoria posterior de soldados era frequentemente um dos principais objetivos da campanha. Somente no final do império a preservação do controle sobre os territórios de Roma se tornou o principal papel dos militares romanos. As principais potências restantes que confrontavam Roma eram o Reino de Axum, Pártia e o Império Huno. O conhecimento da China, a dinastia Han nos tempos de Mani, existia e acredita-se que Roma e China trocaram embaixadas por volta de 170 d.C.

### Grande estratégia
Em sua forma mais pura, o conceito de estratégia trata apenas de questões militares. No entanto, Roma é apresentada por Edward Luttwak e outros como um dos primeiros exemplos de um estado que possuía uma grande estratégia que englobava a gestão dos recursos de uma nação inteira na condução da guerra. Até metade dos fundos arrecadados pelo estado romano foram gastos em suas forças armadas, e os romanos exibiram uma estratégia que era mais complicada do que simples respostas estratégicas ou táticas instintivas a ameaças individuais. A estratégia de Roma mudou ao longo do tempo, implementando diferentes sistemas para enfrentar diferentes desafios que refletiam mudanças nas prioridades internas. Elementos da estratégia de Roma incluíam o uso de estados clientes, a dissuasão da resposta armada em paralelo com a diplomacia manipuladora e um sistema fixo de desdobramento de tropas e redes rodoviárias. Luttwak afirma que existem "semelhanças instrutivas" entre a estratégia militar romana e moderna.
Roma confiaria na força bruta e em números absolutos quando estivesse em dúvida. Os soldados eram treinados para memorizar cada passo da batalha, para que a disciplina e a ordem não se transformassem em caos. Eles foram amplamente bem sucedidos por causa disso.

## Equipamento
Embora o trabalho do ferro romano tenha sido aprimorado por um processo conhecido como cementação, não se acredita que os romanos tenham desenvolvido a verdadeira produção de aço. Desde a história mais antiga do estado romano até sua queda, as armas romanas foram, portanto, produzidas uniformemente a partir de bronze ou, mais tarde, de ferro. Como resultado, os 1300 anos de tecnologia militar romana viram poucas mudanças radicais no nível tecnológico. Dentro dos limites da tecnologia militar clássica, no entanto, as armas e armaduras romanas foram desenvolvidas, descartadas e adotadas de outros povos com base em métodos de combate em mudança. Incluía em vários momentos adagas e espadas, espadas esfaqueadas ou cravadas, lanças ou lanças longas, lanças, dardos e dardos de arremesso leve, fundas e arco e flechas.
O equipamento pessoal militar romano era produzido em grande número de acordo com padrões estabelecidos e usado de maneira estabelecida. Portanto, variou pouco em design e qualidade dentro de cada período histórico. De acordo com Hugh Elton, o equipamento romano lhes deu "uma vantagem distinta sobre seus inimigos bárbaros", que eram muitas vezes, como tribos germânicas, completamente sem armadura. No entanto, Luttwak ressalta que, embora a posse uniforme de armaduras desse a Roma uma vantagem, o padrão real de cada item do equipamento romano não era de melhor qualidade do que o usado pela maioria de seus adversários. Luttwack afirma que "as armas romanas, longe de serem universalmente mais avançadas, eram frequentemente inferiores às usadas pelos inimigos. A qualidade relativamente baixa do armamento romano foi principalmente uma função de sua produção em larga escala e fatores posteriores, como a fixação de preços governamentais para certos itens, que não permitiam a qualidade e incentivavam produtos baratos e de baixa qualidade.
Os militares romanos prontamente adotaram tipos de armas e armaduras que foram efetivamente usadas contra eles por seus inimigos. Inicialmente, as tropas romanas estavam armadas segundo modelos gregos e etruscos, usando grandes escudos ovais e longas lanças. Ao encontrar os celtas, eles adotaram muitos equipamentos celtas e, mais tarde, adotaram itens como o gládio dos povos ibéricos. Mais tarde na história de Roma, adotou práticas como armar sua cavalaria com arcos no estilo parta e até experimentou brevemente com armas de nicho, como elefantes e tropas de camelos.
Além do armamento pessoal, os militares romanos adotaram armamento de equipe, como a balista, e desenvolveram uma arma naval conhecida como "corvus", uma prancha cravada usada para afixar e abordar navios inimigos.

## Medicina

### Necessidade de atendimento especializado

Mostrando a vasta quantidade de terra conquistada pelos romanos

A expansão do Império Romano foi alcançada através da força militar em quase todos os casos. A cultura romana como um todo girava em torno de suas forças armadas para expansão e proteção.  Áreas geográficas nos arredores do império eram propensas a ataques e exigiam forte presença militar. A constante enxurrada de ataques e o aumento da expansão causaram baixas. Devido ao ataque houve a necessidade de atendimento médico especializado para esses exércitos a fim de mantê-los em estado operacional.  A forma especializada de atendimento, no entanto, não foi criada até a época de Augusto (31BC-14AD).  Antes disso, há poucas informações sobre os cuidados com os soldados. Supõe-se que os soldados eram autossuficientes, tratando suas próprias feridas e cuidando de outras doenças encontradas.  Eles também recorreriam a civis para obter ajuda em todas as aldeias que encontrariam. Isso era considerado um costume da época, e era bastante comum que as famílias recebessem soldados feridos e cuidassem deles.  Com o passar do tempo, houve um aumento no atendimento aos feridos à medida que os hospitais apareceram. A ideia era mantida pelos romanos de que um soldado curado era melhor que um morto, e um veterano curado era melhor que um novo recruta.

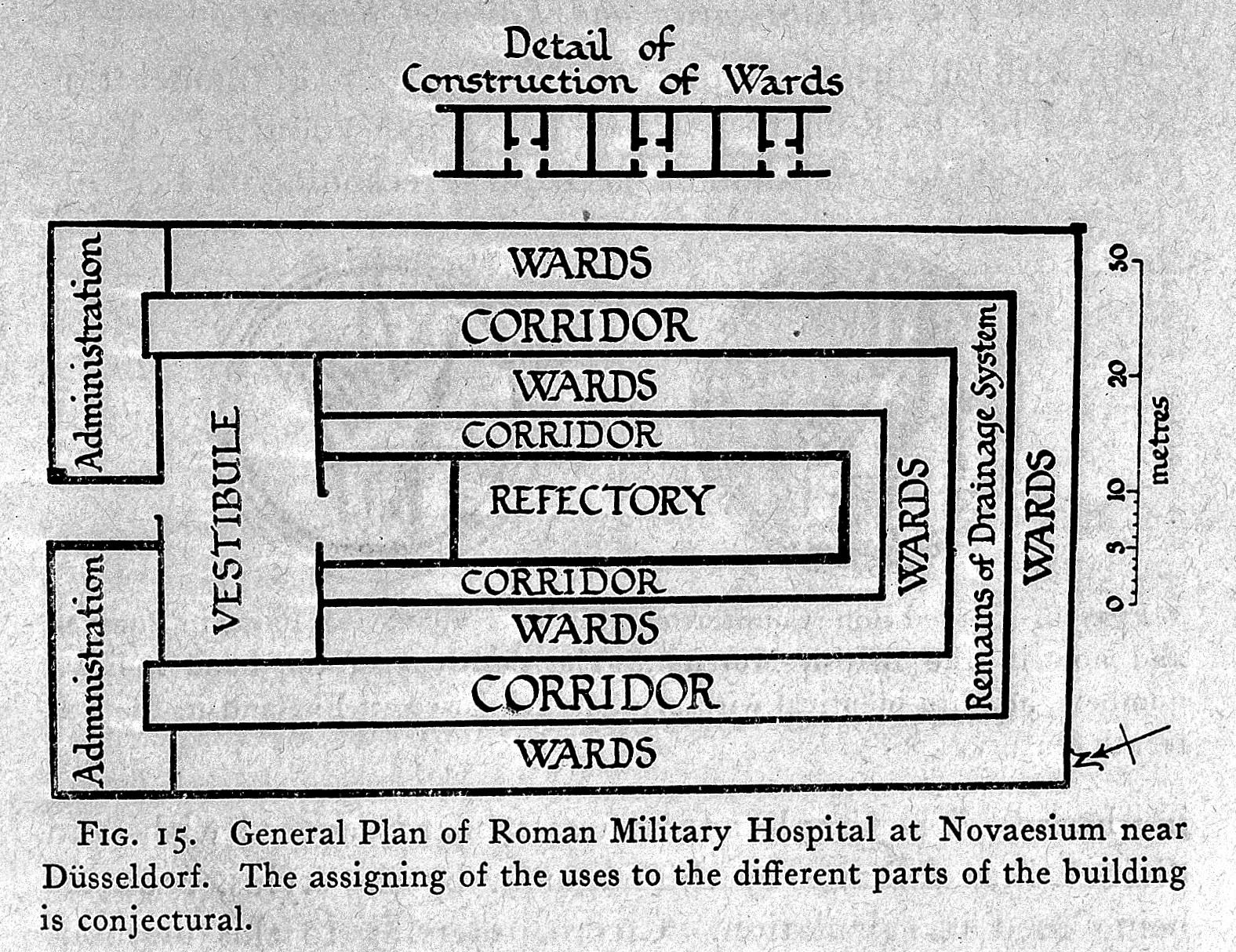
Planta da instalação geral do antigo Hospital Militar Romano

### Hospitais romanos
Com a necessidade de saúde dos soldados uma preocupação crescente, os lugares para os doentes irem no exército estavam começando a aparecer. As datas variaram de 9 a 50 d.C., mas foi quando a primeira evidência de hospitais foi vista em restos arqueológicos.  Esses hospitais eram lugares específicos para apenas os militares irem se fossem feridos ou adoecessem. Hospitais semelhantes foram criados para escravos em áreas onde os escravos eram usados em grande número. Os hospitais militares eram estruturas permanentes instaladas em fortes. Esses prédios tinham quartos de pacientes limpos e foram projetados para acomodar um grande número de soldados.  O tamanho desses hospitais variou com base em sua localização. Algumas das grandes instalações, como o hospital em Hod Hill, Inglaterra, eram grandes o suficiente para acomodar cerca de 12% da força dentro do hospital. Em áreas mais estáveis, como Inchtuthil, na Escócia, havia espaço para apenas 2% da força dentro do hospital. Em áreas com mais conflitos, havia instalações médicas maiores, pois haviam mais vítimas.  Esses hospitais foram projetados exclusivamente para o uso dos militares. Se um civil ficasse doente ou precisasse de cirurgia, provavelmente iria para a casa do médico e lá ficaria, em vez de um hospital.  Antes dessas estruturas permanentes havia tendas montadas como hospitais de campanha móveis. Soldados que sofriam de ferimentos graves foram levados a estes para tratamento. Estes foram rapidamente montados e desmontados à medida que o exército se movia. As tendas serviram de precursor para os hospitais estruturados permanentes.  Esses hospitais permanentes e centros de tratamento móveis eram um conceito relativamente novo neste período.

### Médicos
Os médicos que serviam no exército eram considerados membros das forças armadas. Assim como todos os outros, eles fariam o juramento militar e seriam obrigados pela lei militar. Eles também começariam entre as fileiras de combate mais baixas. Mesmo que eles fizessem o juramento militar e estivessem entre os escalões mais baixos, isso não significava que eles estariam lutando entre as massas.  Esses médicos nem sempre eram profissionais ou médicos de carreira. Muitas vezes eram escravos que foram forçados a essa carreira. Os Medici também eram um grupo que tratava soldados feridos no campo de batalha. Esses homens não eram médicos treinados, embora desempenhassem o papel de um. Normalmente eram soldados que demonstravam ter conhecimento em tratamento de feridas e até técnicas cirúrgicas simples.  Esses homens foram usados antes que os médicos treinados fossem amplamente implementados. Os médicos obtiveram seu conhecimento da experiência e das informações transmitidas de pessoa para pessoa. Provavelmente eles nunca usaram textos médicos, pois não era comum mesmo no campo civil.  Generais e imperadores eram exceções, pois normalmente levavam seus médicos com eles. Esta era uma ocorrência comum, pois imperadores como Marco Aurélio empregavam médicos famosos como Galeno. Havia também médicos entre as fileiras dos soldados romanos.

### Distinções na prática
Com um grande número de pessoas em locais próximos, havia uma ameaça constante de doença. Quando um indivíduo em um grande grupo fica doente com uma doença transmissível, ela se espalha para outros muito rapidamente. Esta premissa permanece verdadeira até hoje nas forças armadas modernas. Os romanos reconheciam a diferença entre doença e feridas, cada uma exigindo tratamento separado.  A drenagem do excesso de água e resíduos eram práticas comuns nos acampamentos, bem como nas estruturas médicas permanentes, que surgem posteriormente. À medida que o corpo médico crescia em tamanho, também havia especialização em evolução. Surgiram médicos especializados em doenças, cirurgias, curativos e até medicina veterinária. Médicos veterinários estavam lá para cuidar do gado para fins agrícolas, bem como para fins de combate. A cavalaria era conhecida pelo uso de cavalos em combate e fins de reconhecimento.  Por causa do tipo de lesões que seriam comumente vistas, a cirurgia era uma ocorrência um tanto comum. Ferramentas como tesouras, facas e extratores de flechas foram encontrados em restos mortais.  Na verdade, a cirurgia romana era bastante intuitiva, em contraste com o pensamento comum da cirurgia antiga. Os cirurgiões militares romanos usavam um coquetel de plantas, que criava um sedativo semelhante à anestesia moderna. A documentação escrita também mostrou que os cirurgiões usavam a oxidação de um metal como o cobre e o raspavam nas feridas, o que proporcionava um efeito antibacteriano; no entanto, este método foi provavelmente mais tóxico do que fornecer um benefício real.  Os médicos tinham conhecimento para limpar seus instrumentos cirúrgicos com água quente após cada uso. As feridas eram curadas e o tecido morto era removido quando as bandagens eram trocadas. Mel e teias de aranha eram itens usados para cobrir feridas, e até hoje foram mostrados para aumentar a cicatrização.  Devido à grande variedade de casos, não era incomum que os cirurgiões começassem suas carreiras no exército para aprender seu ofício. Médicos como Galeno e Dioscórides serviram nas forças armadas. A maioria dos grandes avanços no conhecimento e na técnica veio da prática militar e não civil.

### Alimentação
A alimentação foi um assunto muito discutido nessa época, como um aspecto da assistência médica. Como não existia nossa ideia de tecnologia moderna, a dieta era uma maneira simples de os romanos alcançarem uma vida saudável. Isso continua sendo verdade no exército romano, pois os soldados precisavam de nutrição adequada para funcionar em altos níveis de atividade. Por causa do número de pessoas que necessitavam de alimentos, havia circunstâncias únicas na aquisição de alimentos. Durante uma campanha, os soldados costumavam buscar comida na terra do inimigo. De fato, como parte do kit padrão, os soldados romanos carregavam uma foice, que seria usada para coletar alimentos. Eles carregariam uma ração de três dias de comida caso estivessem em uma situação em que a forragem não estivesse disponível.  Isso consistiria em grande parte em itens como trigo e cevada. Durante um tempo de paz, o exército romano teria uma dieta típica composta de bacon, queijo, legumes e cerveja para beber. O milho também é mencionado em seus trabalhos; este era um termo comum que foi aplicado ao uso de grãos. O uso romano do termo milho não deve ser confundido com milho, que não chegou à Europa até a descoberta do Novo Mundo. Itens como aves e peixes provavelmente também faziam parte da dieta padrão. O soldado recebeu uma ração, que foi retirada de seu pagamento.   Isso mostra que os soldados eram bem alimentados em tempos de paz. Se os soldados estivessem bem alimentados, eram mais saudáveis e capazes de manter um alto nível de atividade física, além de evitar doenças. A doença é mais fácil de prevenir do que tratar. Essa ideia vale no caso de um forte estar sitiado; certos alimentos eram racionados, como aves. O raciocínio por trás disso era que as aves domésticas eram muito baratas de manter e em caso de cerco. Também foi observado que as aves de capoeira traziam benefícios para aqueles que estavam doentes. Isso demonstra que estava presente a ideia de que o exército precisava manter a saúde de seus membros independentemente das circunstâncias..  Essas descobertas foram feitas enquanto observavam os restos de locais militares romanos. Ao escavar esses locais e observar a matéria fecal encontrada, os cientistas foram capazes de determinar o que foi comido.  É um fato simples que a má alimentação afeta negativamente a prontidão de combate de um militar. A variedade de alimentos encontrada mostra que os romanos não estavam focados apenas na ingestão calórica, pois sabiam que uma variedade de alimentos era importante para a saúde.

### Escala

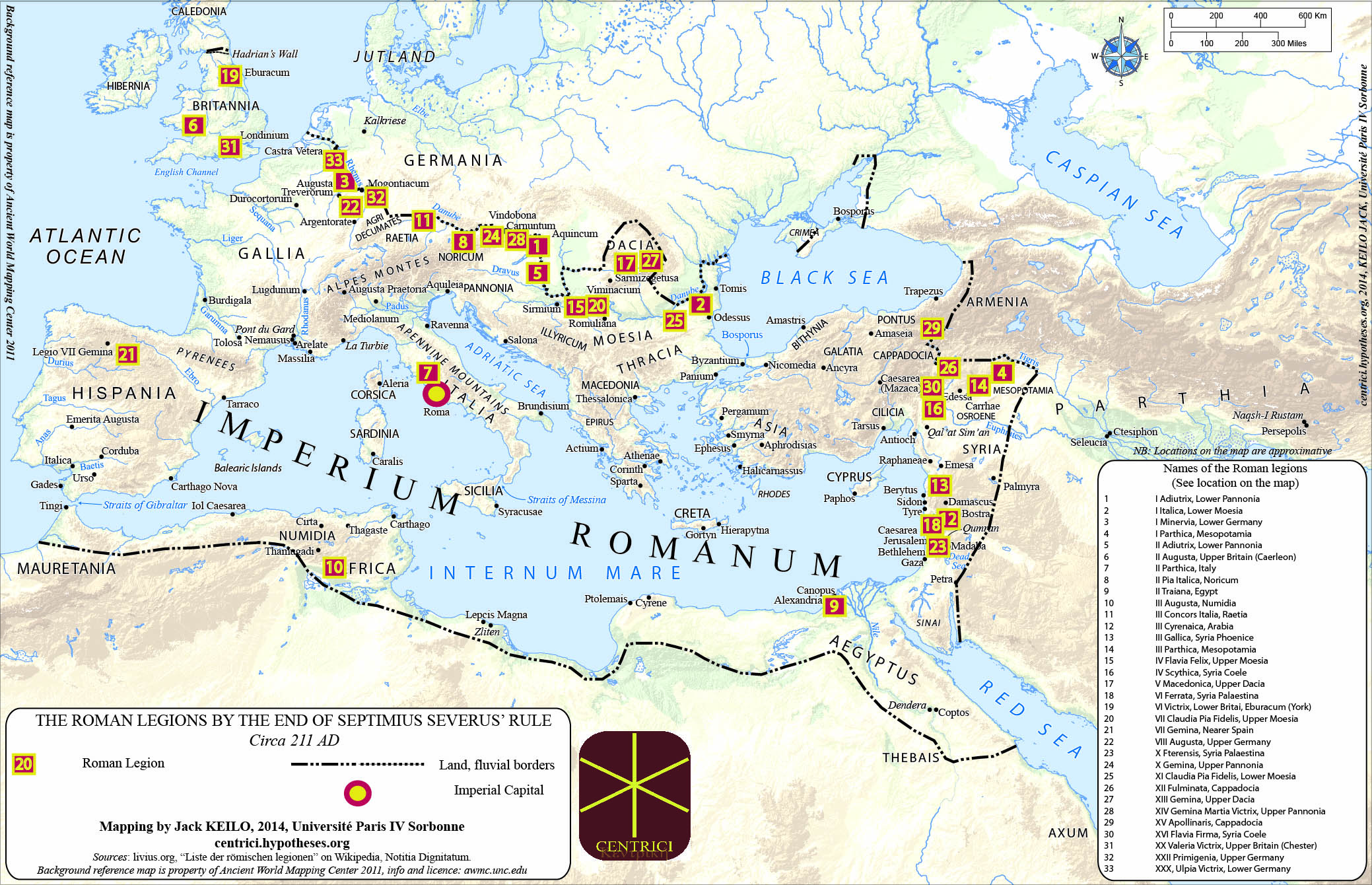
Mostra onde várias legiões romanas estavam estacionadas

Na época de Trajano (r. 98–117 d.C.), o corpo médico estava a caminho de se tornar uma máquina organizada. Naquela época, os médicos estavam ligados a quase todos os exércitos e unidades da marinha em todas as forças armadas romanas. A essa altura, o exército era enorme, consistindo de vinte e cinco a trinta legiões, cada uma com cerca de 6 000 homens. Cada um incluía soldados e médicos.  Apesar desses grandes números ainda não havia requisitos formais para ser médico.  Nesse ponto, todos os médicos eram autodidatas ou aprendiam seu ofício por meio de um aprendizado. Apesar disso, houve uma tentativa de organização, pois o exército tinha um manual médico que era distribuído aos seus médicos. Os medici foram usados tanto na linha de frente como prestadores de cuidados de emergência e na retaguarda como médicos principais. Os capsarii eram usados principalmente como prestadores de cuidados e curativos na linha de frente, mas também ajudavam os médicos atrás das linhas.

### Fonte de conhecimento
Os romanos receberam seu conhecimento médico em grande parte dos gregos que vieram antes deles. À medida que Roma começou a se expandir, lentamente abraçou a cultura grega, causando um influxo de informações medicinais na sociedade romana.  Por causa desse influxo, permitiu que esse conhecimento se tornasse a base de toda a tradição médica ocidental. As teorias gregas foram mantidas vivas e suas práticas continuaram no futuro.  Esse conhecimento também foi a base usada na medicina militar, pois continha as ideias abrangentes de seu conhecimento médico. Com o passar do tempo, esses textos médicos seriam traduzidos para o árabe e depois de volta para o latim, à medida que o fluxo de informações mudava. Com base nisso, podemos presumir que algumas das informações desses textos foram perdidas na tradução. Apesar disso, ainda podemos ilustrar com clareza como era a medicina militar durante o reinado do Império Romano.